# Jamunder Hof
Der Jamunder Hof (polnisch Zagroda Jamneńska) dokumentiert die einzigartige Kultur der bis 1945/46 in Jamund, heute Jamno, ansässigen Bevölkerung.

## Geschichte
Jamund, gelegen inmitten von Mooren und am Jamunder See, war jahrhundertelang isoliert. Eine Reise nach Köslin konnte nur bei Trockenheit im Sommer oder bei gefrorenem Boden im Winter gemacht werden. Erst Ende des 19. Jahrhunderts wurde eine richtige Straße nach Köslin gebaut. Die Jamunder Bauernkultur kombinierte das slawisch-kaschubische Erbe mit dem Brauchtum aus dem Niederrheingebiet. Die Tradition brach mit der Vertreibung der deutschen Bevölkerung aus dem polnische beanspruchten Gebiet 1947 ab. Die polnischen Neusiedler hatten zunächst keine Ahnung von der örtlichen Tradition.

## Möbelverzierungen

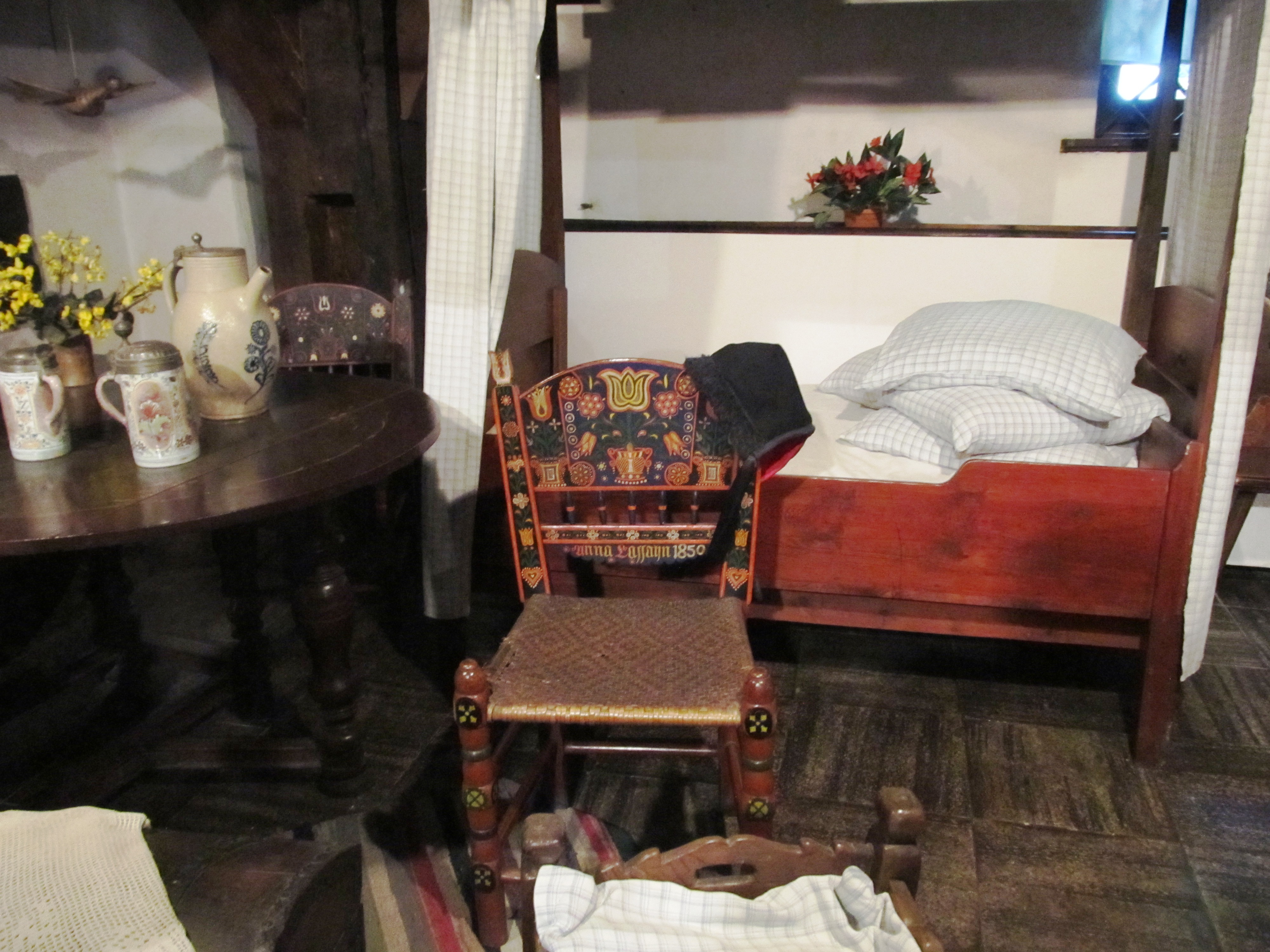
Verzierte Möbel

Möbel und Gebrauchsgegenstände wurden mit Kerbschnitzereien verziert. Es entstanden Linien, Herz-, Rad- und Sternornamente, die in Blätter und Blüten, oft Tulpen, übergingen. Später wurde nicht mehr geschnitzt, sondern Rankenwerk mit Tulpen, Feldblumen, Rosetten-Herzen auf dunklem Untergrund gemalt. Diese Verzierungsarbeit war Männersache.

## Trachten

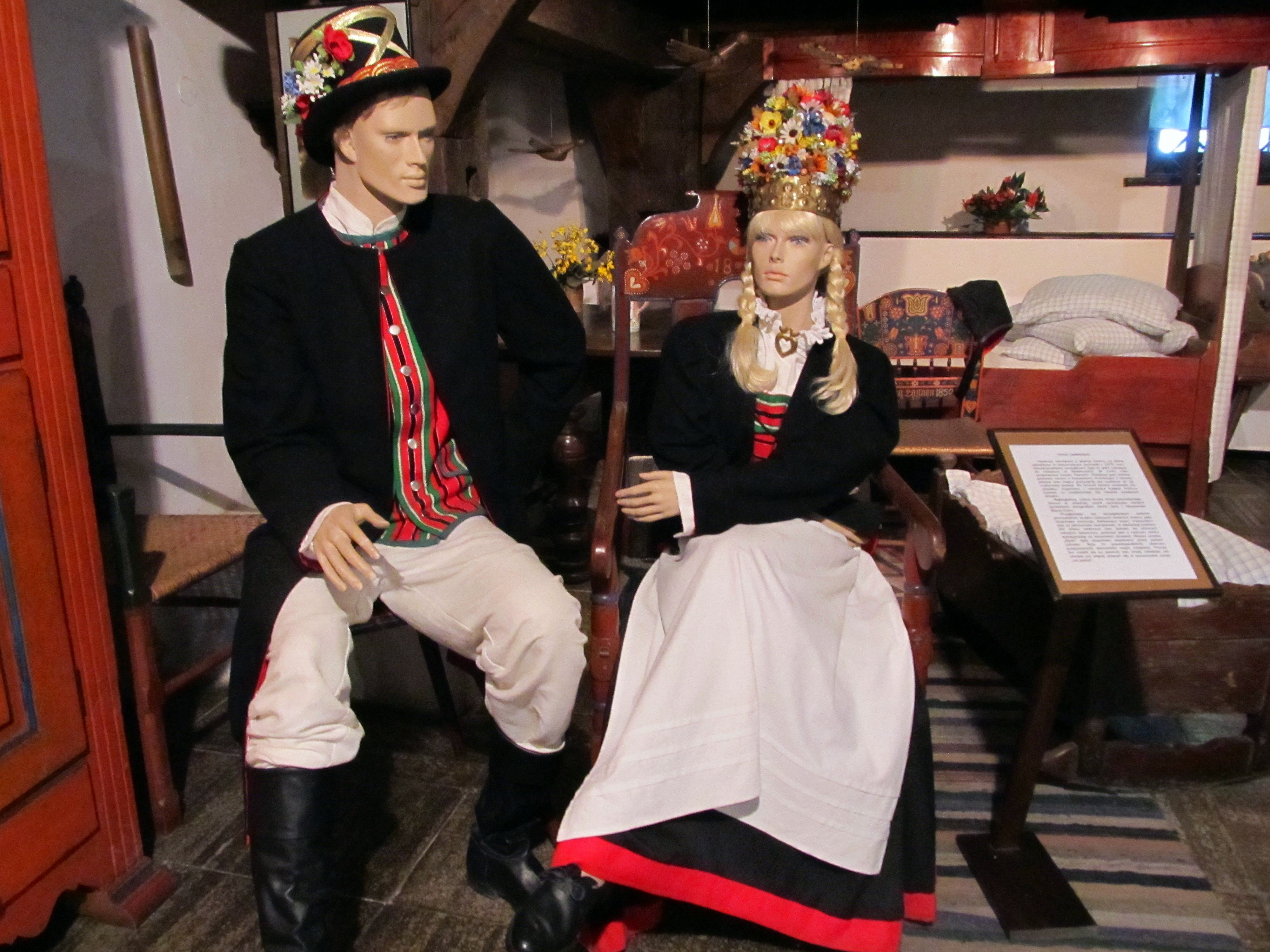
Männer- und Frauentracht in Jamund

Bei der Frauentracht waren Spitzen ein wichtiges Element. Die Alltagstracht der Jamunderin war ein ärmelloses Unterhemd (Nederdeil), darüber ein feines Hemd (fin Hemd). Zusammengehalten wurde dieses über der Brust durch Jöpsel, die die jungen Männer aus Horn, Knochen oder Bernstein schnitzten und der Geliebten verehrten. Darüber hinaus hatte die Tracht einen Schnürleib, der unten mit einem großen steifen Wulst abschloss, dunkle Wollröcke und eine dunkle Schürze. Auf dem Kopf trug die Jamunderin ein weißes Haubentuch, das von einer eckigen schwarzen Kappe (Mutz) verdeckt war. Besonders der Brautschmuck, das Jamunder Pâil mit Brautkrone, war weithin bekannt. Die Männer trugen im Alltag ein grobes Leinenhemd mit hohem Kragen und langen Ärmeln. Über das Hemd wurde das Brusttuch (Borstdók) gezogen. Dazu wurden Kniehosen getragen. Über dem Hemd trug er das Fauerhemd, dazu einen langen blauen rot gefütterten Rock. Auf dem Kopf trug er eine viereckige Mütze aus gewirkter und bunt gestreifter Wolle.

## Museum
Das Museum ist in einem Kossätenhof aus dem 19. Jahrhundert untergebracht. Scheune und das damit verbundene Torhaus wurden in Skelettbauweise neu errichtet. Das Wohnhaus ist ein Beispiel für die Jamunder Bauart des 19. Jahrhunderts.